# Cyclophora communifasciata
Cyclophora communifasciata là một loài bướm đêm trong họ Geometridae.